# Expansion Draft NFL 1976
Il Draft di espansione della National Football League del 1976 fu tenuto il 30 e 31 marzo 1976. Le nuove franchigie della lega, i Seattle Seahawks e i Tampa Bay Buccaneers, scelsero ognuna 39 giocatori dalle altre 26 squadre della NFL. Ogni volta che un giocatore veniva scelto da una squadra esistente, a quella squadra era consentito di proteggere altri due giocatori addizionali. Le squadre di espansione continuarono finché avevano preso tre giocatori da ogni squadra.
L'expansion draft avrebbe dovuto tenersi in origine dal 23 al 24 gennaio ma fu rimandato quando i proprietari dei Seahawks e dei Buccaneers mossero una causa legale contro il sindacato dei giocatori, temendo che quell'organizzazione volesse impedire il draft. Per lo stesso motivo fu ritardato anche il Draft NFL 1976.

## Scelte dei Seattle Seahawks
| Giocatore       | Ruolo            | College                  | Squadra NFL originaria |
| --------------- | ---------------- | ------------------------ | ---------------------- |
| Wayne Baker     | Defensive tackle | BYU                      | San Francisco 49ers    |
| Carl Barisich   | Defensive tackle | Princeton                | Cleveland Browns       |
| Nick Bebout     | Offensive tackle | Wyoming                  | Atlanta Falcons        |
| Lyle Blackwood  | Defensive back   | TCU                      | Cincinnati Bengals     |
| Ed Bradley      | Linebacker       | Wake Forest              | Pittsburgh Steelers    |
| Dave Brown      | Defensive back   | Michigan                 | Pittsburgh Steelers    |
| Don Clune       | Wide receiver    | Pennsylvania             | New York Giants        |
| Rondy Colbert   | Defensive back   | Lamar                    | New York Giants        |
| Dwayne Crump    | Defensive back   | Fresno State             | St. Louis Cardinals    |
| Mike Curtis     | Linebacker       | Duke                     | Baltimore Colts        |
| Jerry Davis     | Defensive back   | Morris Brown             | New York Jets          |
| John Demarie    | Offensive guard  | LSU                      | Cleveland Browns       |
| Norm Evans      | Offensive tackle | TCU                      | Miami Dolphins         |
| Ken Geddes      | Linebacker       | Nebraska                 | Los Angeles Rams       |
| Neil Graff      | Quarterback      | Wisconsin                | New England Patriots   |
| Don Hansen      | Linebacker       | Illinois                 | Atlanta Falcons        |
| Gary Hayman     | Running back     | Penn State               | Buffalo Bills          |
| Fred Hoaglin    | Centro           | Pittsburgh               | Houston Oilers         |
| Ron Howard      | Tight end        | Seattle                  | Dallas Cowboys         |
| Ken Hutcherson  | Linebacker       | Livingston State         | Green Bay Packers      |
| Gordon Jolley   | Offensive tackle | Utah                     | Detroit Lions          |
| Gary Keithley   | Quarterback      | Texas-El Paso            | St. Louis Cardinals    |
| Art Kuehn       | Center           | UCLA                     | Washington Redskins    |
| Kerry Marbury   | Running back     | West Virginia            | New England Patriots   |
| Al Matthews     | Defensive back   | Texas A&I                | Green Bay Packers      |
| Sam McCullum    | Wide receiver    | Montana State            | Minnesota Vikings      |
| John McMakin    | Tight end        | Clemson                  | Detroit Lions          |
| Eddie McMillan  | Defensive back   | Florida State            | Los Angeles Rams       |
| Bill Olds       | Running back     | Nebraska                 | Baltimore Colts        |
| Jesse O'Neal    | Defensive end    | Grambling State          | Houston Oilers         |
| Joe Owens       | Defensive end    | Alcorn State             | New Orleans Saints     |
| Bob Penchion    | Offensive guard  | Alcorn State             | San Francisco 49ers    |
| Bob Picard      | Wide receiver    | Eastern Washington State | Philadelphia Eagles    |
| Rocky Rasley    | Offensive guard  | Oregon State             | Kansas City Chiefs     |
| Steve Taylor    | Defensive back   | Kansas                   | Denver Broncos         |
| Dave Tipton     | Defensive end    | Stanford                 | San Diego Chargers     |
| Charles Waddell | Tight end        | North Carolina           | San Diego Chargers     |
| Larry Woods     | Defensive tackle | Tennessee State          | New York Jets          |
| Roland Woolsey  | Defensive Back   | Boise State              | Dallas Cowboys         |

## Selezioni dei Tampa Bay Buccaneers
| Giocatore         | Ruolo                   | College        | Squadra NFL originaria |
| ----------------- | ----------------------- | -------------- | ---------------------- |
| Larry Ball        | Linebacker              | Louisville     | Detroit Lions          |
| Joe Blahak        | Defensive Back          | Nebraska       | Minnesota Vikings      |
| Bubba Bridges     | Defensive Tackle        | Colorado       | Denver Broncos         |
| Bubba Broussard   | Linebacker              | Houston        | Chicago Bears          |
| Louis Carter      | Running Back            | Maryland       | Oakland Raiders        |
| Steve Colavito    | Linebacker              | Wake Forest    | Philadelphia Eagles    |
| Mark Cotney       | Defensive Back          | Cameron State  | Houston Oilers         |
| Mike Current      | Offensive Tackle        | Ohio State     | Denver Broncos         |
| Anthony Davis     | Running Back            | USC            | New York Jets          |
| Ricky Davis       | Defensive Back          | Alabama        | Cincinnati Bengals     |
| Earl Douthitt     | Defensive Back          | Iowa           | Chicago Bears          |
| Bruce Elia        | Linebacker              | Ohio State     | Miami Dolphins         |
| Larry Ely         | Linebacker              | Iowa           | Chicago Bears          |
| Howard Fest       | Offensive Guard         | Texas          | Cincinnati Bengals     |
| Ira Gordon        | Offensive Guard         | Kansas State   | San Diego Chargers     |
| Jimmy Gunn        | Linebacker              | USC            | New York Giants        |
| Harold Hart       | Running Back            | Texas Southern | Oakland Raiders        |
| Durwood Keeton    | Defensive Back          | Oklahoma       | New England Patriots   |
| Jim Kearney       | Defensive Back          | Prairie View   | Kansas City Chiefs     |
| Vince Kendrick    | Running Back            | Florida        | Atlanta Falcons        |
| Morris LaGrand    | Running Back            | Tampa          | New Orleans Saints     |
| Willie McGee      | Wide Receiver           | Alcorn State   | Los Angeles Rams       |
| John (J.K.) McKay | Wide Receiver           | USC            | Cleveland Browns       |
| Bob Moore         | Tight End               | Stanford       | Oakland Raiders        |
| Manfred Moore     | Running Back            | USC            | San Francisco 49ers    |
| Frank Oliver      | Defensive Back          | Kentucky State | Buffalo Bills          |
| Dave Pear         | Defensive Tackle        | Washington     | Baltimore Colts        |
| Cal Peterson      | Linebacker              | UCLA           | Dallas Cowboys         |
| Dave Reavis       | Offensive Tackle        | Arkansas       | Pittsburgh Steelers    |
| Council Rudolph   | Defensive End           | Kentucky State | St. Louis Cardinals    |
| Dan Ryczek        | Centro                  | Virginia       | Washington Redskins    |
| Barry Smith       | Wide Receiver           | Florida State  | Green Bay Packers      |
| Ken Stone         | Defensive Back          | Vanderbilt     | Washington Redskins    |
| Doug Swift        | Linebacker              | Amherst        | Miami Dolphins         |
| Dave Thompson     | Offensive Tackle-Center | Clemson        | New Orleans Saints     |
| Pat Toomay        | Defensive End           | Vanderbilt     | Buffalo Bills          |
| John Ward         | Center-Offensive Guard  | Oklahoma State | Minnesota Vikings      |
| Lawrence Williams | Wide Receiver           | Texas Tech     | Kansas City Chiefs     |
| Dan Yochum        | Offensive Tackle        | Syracuse       | Philadelphia Eagles    |